# Michael Turner (stripauteur)
Michael Layne Turner (Crossville, Santa Monica, 21 april 1971 - 27 juni 2008) was een Amerikaans comictekenaar. Hij bedacht onder meer de titels Witchblade, Fathom en Soulfire. Turner overleed op 37-jarige leeftijd aan de gevolgen van botkanker.

## Biografisch
Turner was eigenlijk student geneeskunde, maar werd op een stripbeurs (comiccon) als tekenaar opgemerkt door Marc Silvestri, die hem een baan aanbood in zijn studio Top Cow. Na een periode als tekenaar van achtergronden in titels van anderen, bedacht Turner samen met Silvestri Witchblade en kwam hij in 1998 met zijn geesteskind Fathom.
In maart 2000 kwam vast te staan dat Turner chondrosarcoom had, een vorm van botkanker. Een operatie daaraan kostte de Amerikaan bijna de helft van zijn bekken en zijn rechterheup. Negen maanden bestraling later toog Turner weer aan het werk, waarbij hij eind 2002 in Santa Monica zijn eigen uitgeverij oprichtte, Aspen MLT Inc. Daar begon hij onder meer Soulfire en gaf hij na een gesust conflict met Top Cow wederom Fathom uit. Daarnaast tekende hij op huurbasis covers voor verschillende uitgaves van DC Comics en Marvel Comics.

## Covers
Incompleet:
- Identity Crisis #1-7 (DC Comics)
- The Flash #207-211 (DC Comics)
- Justice League of America #0-12 (DC Comics)
- Civil War #1-7 (Marvel Comics)
- Spider-Man/Red Sonja #1-5 (Marvel Comics)

- Biblioteca Nacional de España: XX906957
- Bibliothèque nationale de France: cb12643309z (data)
- Catàleg d'autoritats de noms i títols de Catalunya: 981058509428106706
- Gemeinsame Normdatei: 132343878
- International Standard Name Identifier: 0000 0001 1691 7858
- Library of Congress Control Number: nb2001062489
- Bibliotheek van het Japanse parlement: 001239482
- Nationale Bibliotheek van Tsjechië: xx0200533
- Nationale Bibliotheek van Israël: 987012502951405171
- Nederlandse Thesaurus van Auteursnamen: 380140322
- Istituto Centrale per il Catalogo Unico: CFIV284560
- SNAC: w6z40r57
- Système universitaire de documentation: 055274706
- Virtual International Authority File: 100256844
- WorldCat: E39PBJw8V4Pk6KcjYDhGKhyyBP